# Markio (Burkina Faso)
Pour les articles homonymes, voir Markio.
Markio est une commune rurale située dans le département de Dassa de la province de Sanguié dans la région du Centre-Ouest au Burkina Faso.

## Éducation et santé
Le centre de soins le plus proche de Markio est le centre de santé et de promotion sociale (CSPS) de Dassa tandis que le centre médical avec antenne chirurgicale (CMA) se trouve à Réo.
Markio possède une école primaire.